# 新春ドラマスペシャル (テレビ東京)
『新春ドラマスペシャル』（しんしゅんドラマスペシャル）は、テレビ東京系列で2017年からに放送している正月恒例のテレビドラマの特別番組である。
2016年まで放送していた『新春ワイド時代劇』に代わる現代劇のスペシャルドラマで、2017年～2018年の放送日はその流れで引き続き1月2日に放送された。2019年からは1月4日以降に放送日が設定されるようになった。
本項では、1991年～1999年に放送された『初春ドラマスペシャル』についても触れることにする。

## 放送作品
放送時間は、『新春ワイド時代劇』の最終作品である『信長燃ゆ』（2016年、この年は『新春時代劇』として放送）の3時間よりもさらに短くなって、おおよそ2時間前後となっている。
当初は、『金曜8時のドラマ』で人気が高かった『釣りバカ日誌 新入社員浜崎伝助』シリーズや『三匹のおっさん』シリーズのスペシャル版を放送していた。なお、『三匹のおっさん』シリーズに主演している北大路欣也は、前身の『新春ワイド時代劇』で8作品に主演した経験がある。
2020年からは、女性を主役に据えたオリジナル脚本によるスタイルに転換するとともに、従来の21時スタートから20時スタートに変更された。
2023年は、時代劇『ホリディ ～江戸の休日～』が放送されることが発表。『新春ワイド時代劇』（新春時代劇）が終了して以来7年振りに時代劇が復活することになったが、「新春ドラマスペシャル」として放送される。
| 放送年 | 放送日  | タイトル                                                           | 主演             | 備考                                      |
| ------ | ------- | ------------------------------------------------------------------ | ---------------- | ----------------------------------------- |
| 2017年 | 1月2日  | 釣りバカ日誌 新入社員浜崎伝助 伊勢志摩で大漁!初めての出張編        | 濱田岳           |                                           |
| 2018年 | 1月2日  | 三匹のおっさんスペシャル 正義の味方、史上最大・最後の戦い!…かも?   | 北大路欣也       |                                           |
| 2018年 | 1月8日  | 娘の結婚                                                           | 中井貴一         |                                           |
| 2019年 | 1月4日  | 釣りバカ日誌 新入社員浜崎伝助 結婚式大パニック編                   | 濱田岳           |                                           |
| 2019年 | 1月14日 | 三匹のおっさんリターンズ! 平成ラストの大暴れ&悪党まとめて大成敗SP! | 北大路欣也       |                                           |
| 2020年 | 1月6日  | 最後のオンナ                                                       | 藤山直美         | テレビ東京開局55周年 特別企画として製作。 |
| 2021年 | 1月4日  | 人生最高の贈りもの                                                 | 石原さとみ       |                                           |
| 2022年 | 1月7日  | 優しい音楽〜ティアーズ・イン・ヘヴン 天国のきみへ                  | 土屋太鳳         |                                           |
| 2023年 | 1月6日  | ホリデイ〜江戸の休日〜                                             | 望月歩、葵わかな | 時代劇                                    |

## 初春ドラマスペシャル
大正から昭和の戦前を舞台にした作品を中心に、1991年～1999年に放送された。放送時間は作品によって異なるが、おおよそ2時間30分〜3時間である。
山崎豊子原作の『花のれん』や、森光子主演の舞台作品として知られる『放浪記』などがこの枠でドラマ化されている。
| 放送年 | タイトル                                                 | 主演              | 備考                                                      |
| ------ | -------------------------------------------------------- | ----------------- | --------------------------------------------------------- |
| 1991年 | 三婆'91                                                  | 草笛光子          |                                                           |
| 1992年 | 三婆'92                                                  | 草笛光子          |                                                           |
| 1993年 | 三婆'93                                                  | 草笛光子          |                                                           |
| 1994年 | 女系家族                                                 | 名取裕子          |                                                           |
| 1995年 | 花のれん                                                 | 宮本信子          |                                                           |
| 1996年 | 小石川の家                                               | 森繁久彌 田中裕子 | 民放連賞テレビドラマ部門最優秀賞 芸術祭賞テレビ部門優秀賞 |
| 1997年 | 『放浪記』〜男なんて何さ!人生は七転び八起き〜            | 大竹しのぶ        |                                                           |
| 1998年 | 人情馬鹿物語                                             | 田中裕子          |                                                           |
| 1999年 | 恍惚の人'99 ボケた父を誰が介護するの? 泣き笑い夕焼け家族 | 小林亜星 田中裕子 |                                                           |